# Нойнфорн
Нойнфорн (нім. Neunforn) — громада  в Швейцарії в кантоні Тургау, округ Фрауенфельд.

## Географія
Громада розташована на відстані близько 125 км на північний схід від Берна, 10 км на північний захід від Фрауенфельда.
Нойнфорн має площу 11,4 км², з яких на 6,8% дозволяється будівництво (житлове та будівництво доріг), 65,8% використовуються в сільськогосподарських цілях, 24,1% зайнято лісами, 3,3% не є продуктивними (річки, льодовики або гори).

## Демографія
2019 року в громаді мешкало 1048 осіб (+8% порівняно з 2010 роком), іноземців було 7,1%. Густота населення становила 92 осіб/км².
За віковим діапазоном населення розподілялося таким чином: 18,6% — особи молодші 20 років, 61,2% — особи у віці 20—64 років, 20,2% — особи у віці 65 років та старші. Було 432 помешкань (у середньому 2,4 особи в помешканні).
Із загальної кількості 395 працюючих 119 було зайнятих в первинному секторі, 194 — в обробній промисловості, 82 — в галузі послуг.